# Boerhavia glandulosa
Boerhavia glandulosa är en underblomsväxtart som beskrevs av Nils Johan Andersson. Boerhavia glandulosa ingår i släktet Boerhavia och familjen underblomsväxter. Inga underarter finns listade i Catalogue of Life.